# Уеб приложение
Уеб приложение e приложение, до което потребителите имат достъп през мрежа като интернет или интранет. Терминът също може да означава софтуерно приложение, което е написано на поддържан от браузър програмен език (като JavaScript, комбинирано с браузърно рендериран маркиращ език като HTML) и което разчита обичайните уеб браузъри да успеят да рендерират приложението.
Уеб приложенията са популярни заради наличието навсякъде на уеб браузъри и заради удобството при ползването на браузъра като клиент или тънък клиент.
Услугите по изграждане на уеб приложения са много повече от разработването на красив и функционален уеб сайт. Става въпрос за създаване на последователно, професионално, брандирано уеб присъствие, което представя съответния бизнес пряко на неговите настоящи или потенциални клиенти.

## Видове
Уеб приложенията могат да са:
- Бизнес уеб сайтове
- Мобилни уеб сайтове
- Приложения, популяризиращи бизнеса
- Мащабни бизнес ориентирани приложения
- Системи за управление на работа с клиенти
- Уеб базирани системи за управление на бизнес процеси
- Решения за електронна търговия – интернет магазини
- Решения за групово пазаруване
- Онлайн аукциони
- Портали за недвижими имоти
- Резервационни системи
- Приложения тип социална мрежа
- Системи за управление на съдържанието (CMS)
- Дискусионни форуми
- Корпоративни блогове